# Chrysops formosus
Chrysops formosus är en tvåvingeart som beskrevs av Krober 1926. Chrysops formosus ingår i släktet Chrysops och familjen bromsar. Inga underarter finns listade i Catalogue of Life.